# Шейдяков, Пётр Тутаевич
Шейдяко́в-Нога́йский Петр Тута́евич (?—ок. 1598 г.) — служилый ногай, князь, воевода на службе царя Ивана Грозного, наместник в Пскове, входил в состав царской походной Думы.

## Биография

### Происхождение
Вел свой род от седьмого сына Мусы мирзы Шейдяка — правнука знаменитого татарского темника Едигея (Мангыта), победителя литовцев в 1399 году на Ворскле.
Шейдяк поступил на русскую службу в начале XVI века и его собственное имя, возможно, было Тутай, так как в 1556-1598 гг. Петр и его брат Афанасий неоднократно упоминаются в летописях как Тутаевичи Шейдяковы. Основа фамилии Шейдяковых — персидско-тюркское слово «шейда» —"самозабвенный".

### Основные даты жизни
В 1556 году был в походе на Финляндию против шведов воеводой Передового полка. В 1560 году он участвовал в походе на Литву.
В 1571 году князь Петр был отправлен царем против крымского хана, вторгшегося в пределы русского государства. Вначале Петр Тутаевич был поставлен воеводой Сторожевого полка на берегах Оки. Тогда вместе со всеми воеводами он был вынужден отступить к Москве.
В 1572 году он упоминается в чине свадьбы царя Ивана Грозного с Марфой Васильевной Собакиной и в этом же году был назначен воеводой в кампании против шведов, но военные действия вскоре прекратились, и Шейдяков был отозван обратно.
В 1573 года, князь Петр Тутаевич начинает принимать деятельное участие в ливонской войне и является одним из главных доверенных царских воевод. Он сопровождал царя в начале кампании, в походе на Литву, принимал деятельное участие во взятии Пайды (Вейсенштейна). После взятия этого города был послан с королём Магнусом к городу Каркусу, который также был взят русскими войсками. В том же году Шейдяков был назначен наместником псковским и упоминается в чине свадьбы короля Магнуса и двоюродной племянницы государя, княжны Марии Владимировны.
В 1577 году князь собирал в Пскове ополчение из жителей Дорогобужа и Белого, с которыми и явился в Новгород. Из Новгорода Шейдяков был оправлен с другими воеводами в Лифляндию, участвовал в неудачной для русских осаде Ревеля и в этом же году принимал участие в удачном походе на южную Ливонию. Есть основания считать, что Шейдяков ходил также и под Венден против изменившего царю Ивану короля Магнуса.
В 1579 году снова собирал в Пскове ополчение уже из боярских детей Шелонской пятины и ходил с другими воеводами на помощь осажденному Стефаном Баторием Полоцку. Однако русское войско, дойдя до Оскола, вынуждено было возвратиться.
В мае 1580 года был воеводой в Ржеве Владимировом и получил приказание идти в Новгород, на соединение с главными силами, если король польский явится к Пскову, если же король подойдет к Смоленску, то он должен был идти к Вязьме. В том же году он был воеводой в Волоколамске.